# Simpsonichthys nigromaculatus
 Simpsonichthys nigromaculatus és un peix de la família dels rivúlids i de l'ordre dels ciprinodontiformes.

## Morfologia
Els mascles poden assolir els 2,6 cm de longitud total.

## Distribució geogràfica
Es troba a Sud-amèrica: Brasil.